# 5. Garde-Division (Deutsches Kaiserreich)
Die 5. Garde-Division war ein Großverband der Preußischen Armee im Ersten Weltkrieg.

## Geschichte
Der Großverband wurde am 10. Januar 1917 gebildet und im Kriegsverlauf ausschließlich an der Westfront eingesetzt. Nach Kriegsende wurde die Division demobilisiert und im Januar 1919 aufgelöst.

### Gefechtskalender

#### 1917
- 15. Januar bis 7. März --- Reserve der OHL im Bereich der 2. und 7. Armee
- 8. März bis 5. April --- Stellungskämpfe an der Aisne
- 6. April bis 27. Mai --- Doppelschlacht an der Aisne und in der Champagne
- 28. Mai bis 23. Oktober --- Stellungskämpfe am Chemin des Dames
- 23. Oktober --- Gefecht bei Chavignon
- 24. Oktober bis 2. November --- Nachhutkämpfe an und südlich der Ailette
- 3. bis 19. November --- Stellungskämpfe nördlich der Ailette
- 20. bis 29. November --- Schlacht von Cambrai
- 29. November bis 31. Dezember --- Kämpfe in der Siegfriedstellung

#### 1918
- 1. Januar bis 20. März --- Reserve der OHL
- 21. März bis 6. April --- Große Schlacht in Frankreich
- 7. bis 13. April --- Kämpfe an der Avre, bei Montdidier und Noyon
- 20. April bis 26. Mai --- Stellungskämpfe nördlich der Ailette
- 27. Mai bis 13. Juni --- Schlacht bei Soissons und Reims
- 14. Juni bis 4. Juli --- Stellungskämpfe zwischen Oise, Aisne und Marne
- 5. bis 17. Juli --- Stellungskämpfe zwischen Aisne und Marne
- 18. bis 25. Juli --- Abwehrschlacht zwischen Soissons und Reims
- 26. Juli bis 3. August --- Bewegliche Abwehrschlacht zwischen Marne und Vesle
- 4. bis 9. August --- Stellungskämpfe an der Vesle
- 17. August bis 4. September --- Abwehrschlacht zwischen Oise und Aisne
- 5. bis 19. September --- Kämpfe vor und in der Siegfriedfront
- 21. bis 25. September --- Stellungskämpfe in den Argonnen
- 26. September bis 9. Oktober --- Abwehrschlacht in der Champagne und an der Maas
- 11. Oktober bis 11. November --- Stellungskämpfe in der Woëvre-Ebene und beiderseits der Mosel
- ab 12. November --- Rückmarsch durch Lothringen, die Rheinprovinz und die Pfalz

## Gliederung

### Kriegsgliederung vom 5. Juni 1917
- 2. Garde-Infanterie-Brigade
  - Königin Elisabeth Garde-Grenadier-Regiment Nr. 3
  - Infanterie-Regiment „Graf Tauentzien von Wittenberg“ (3. Brandenburgisches) Nr. 20
  - 1. Eskadron/2. Garde-Ulanen-Regiment
- Garde-Artillerie-Kommandeur Nr. 5
  - 4. Garde-Feldartillerie-Regiment
- 4. Garde-Pionier-Kompanie
- 1. Garde-Reserve-Pionier-Kompanie
- Garde-Minenwerfer-Kompanie Nr. 9
- Garde-Fernsprech-Abteilung Nr. 5

### Kriegsgliederung vom 27. April 1918
- 2. Garde-Infanterie-Brigade
  - Königin Elisabeth Garde-Grenadier-Regiment Nr. 3
  - Infanterie-Regiment „Graf Tauentzien von Wittenberg“ (3. Brandenburgisches) Nr. 20
  - MG-Scharfschützen-Abteilung Nr. 75
  - 1. Eskadron/2. Garde-Ulanen-Regiment
- Garde-Artillerie-Kommandeur Nr. 5
  - 4. Garde-Feldartillerie-Regiment
  - I. Abteilung/Garde-Reserve-Fußartillerie-Regiment Nr. 1
- Pionier-Bataillon Nr. 100
- Divisions-Nachrichten-Kommandeur Nr. 5

## Kommandeure
| Dienstgrad   | Name                  | Datum                            |
| ------------ | --------------------- | -------------------------------- |
| Generalmajor | Walter von der Osten  | 11. Januar 1917 bis 3. März 1918 |
| Generalmajor | Walter von Haxthausen | 4. März 1918 bis 12. Januar 1919 |